# Yoni

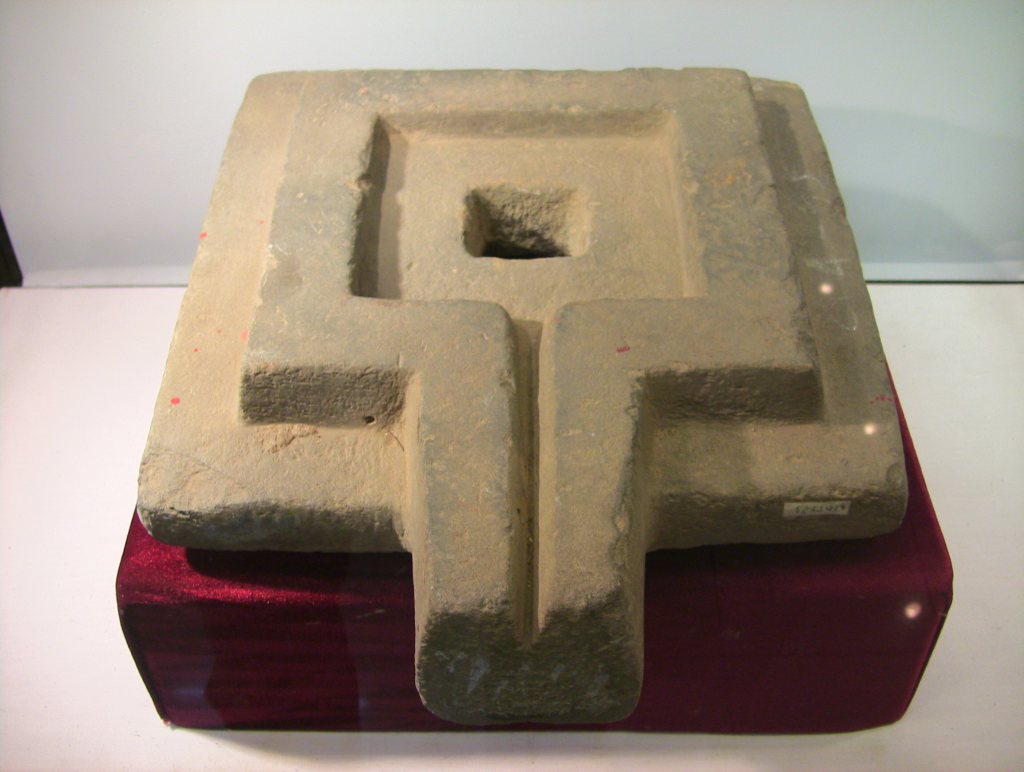
Yoni, représenté traditionnellement sous la forme d'un bassin de plan carré muni d'un bec verseur.

Le yoni (en sanskrit योनि / yoni (« origine »)), dans l'hindouisme, désigne l'organe génital féminin (matrice ou vulve) ; il est le symbole de l’énergie féminine dénommée shakti. Il est rarement représenté seul. On le représente le plus fréquemment sous la forme d'un bassin carré muni d'un « bec verseur » qui entraîne les offrandes, ou libations hors du garbha-griha, centre du sanctuaire. Néanmoins, il est remarquable que sa représentation soit presque systématiquement associée à celle du sexe masculin. Ainsi, dans le culte de Shiva, et afin d'exprimer la complémentarité du yoni et du symbole phallique (lingam), on note la présence d'un anneau qui entoure le fût d'une colonne, ce qui renvoie à la dualité des deux principes primordiaux masculin et féminin (Shiva-Shakti).

## Description

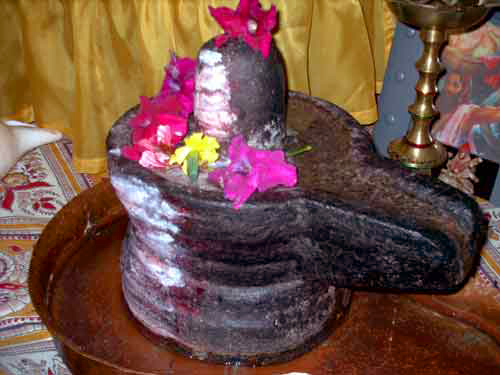
Shiva Lingam dans une Yoni

Le linga-yoni se compose dans la culture cham d'une colonne (section circulaire) arrondie au sommet et incisée pour évoquer le phallus. Cette partie porte parfois l'image de Shiva (mukhaliṅga). Lorsqu'elle surgit de son piédestal cette partie du linga est de section octogonale mais n'est pas toujours visible et cette section devient carrée à la base, toujours cachée par le piédestal. Le piédestal est creusé d'un bassin-yoni. La base du piédestal est ornée de nombreuses moulures plus ou moins saillantes. Il est lui-même posé sur un soubassement de plan carré. Le liquide consacré versé par le prêtre sur le linga, se rassemble ensuite par le bassin-yoni qui se déverse lui-même par un bec permettant, probablement, les ablutions purificatrices.
Au sud du Vietnam et aussi sur une partie du Cambodge, dès la période correspondant au Fou-nan puis au Chenla, plus vaste, et ensuite sur toute la période angkhorienne de nombreuses variantes du linga-yoni ont été réalisées sur ces différents territoires.

Musée de la sculpture cham. Đà Nẵng
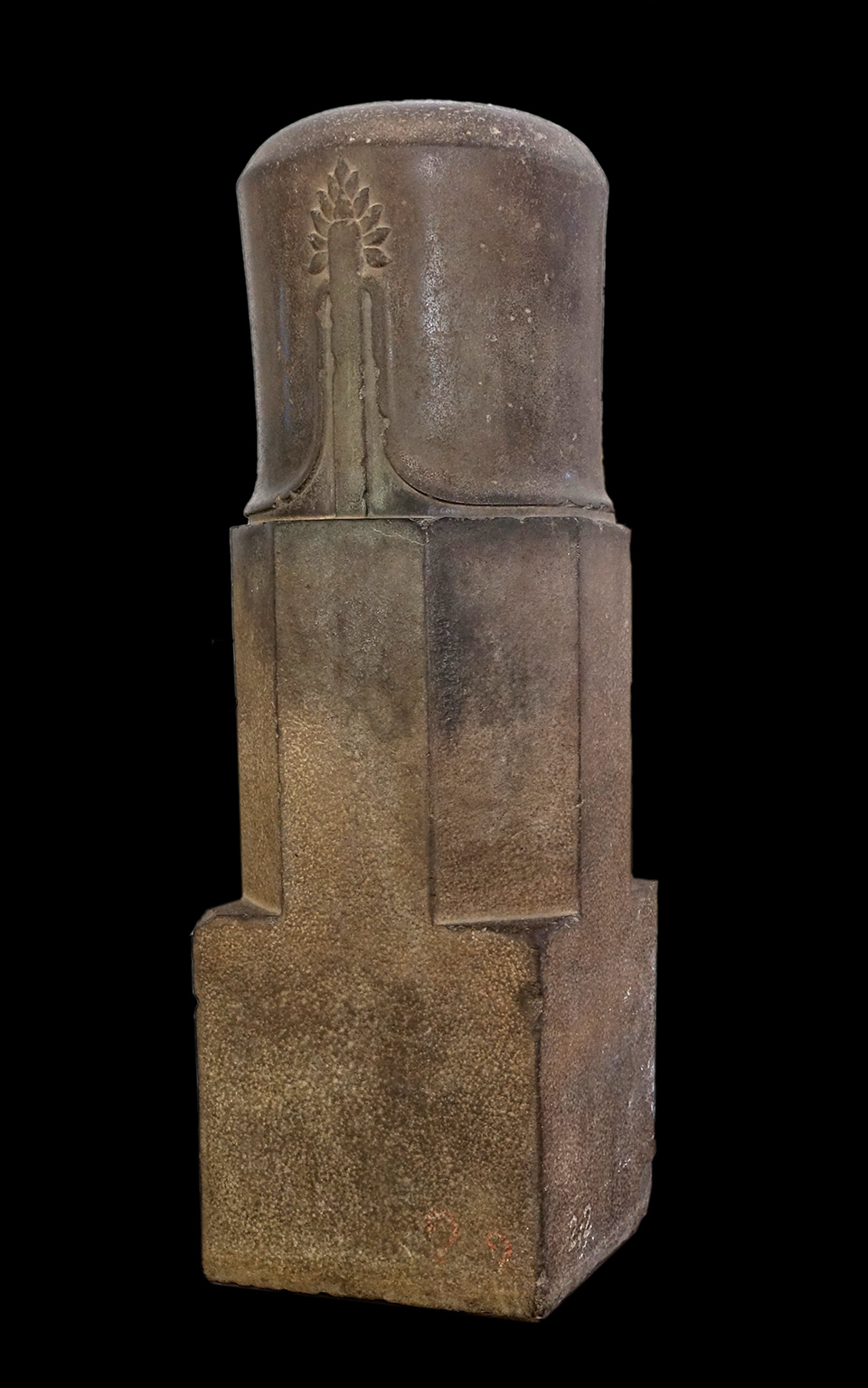
Linga. Trà Kiệu. Xe siècle. Grès.85 × 27,5 × 27,5 cm[N 1].
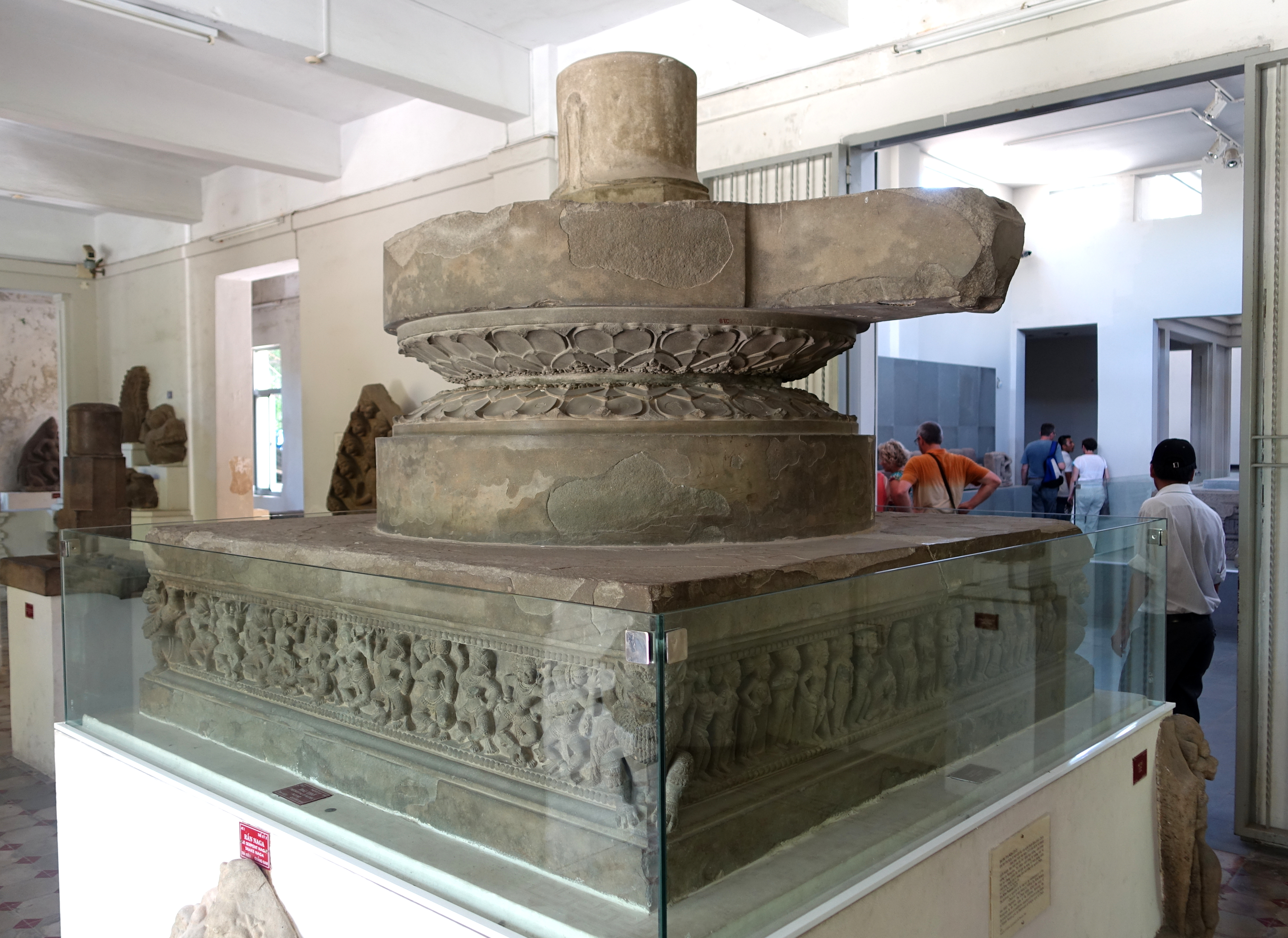
Sanctuaire de Trà Kiệu, Xe siècle. Linga enchâssé dans le bassin pour les ablutions, yoni, supporté par le piédestal et son soubassement à figures[3].
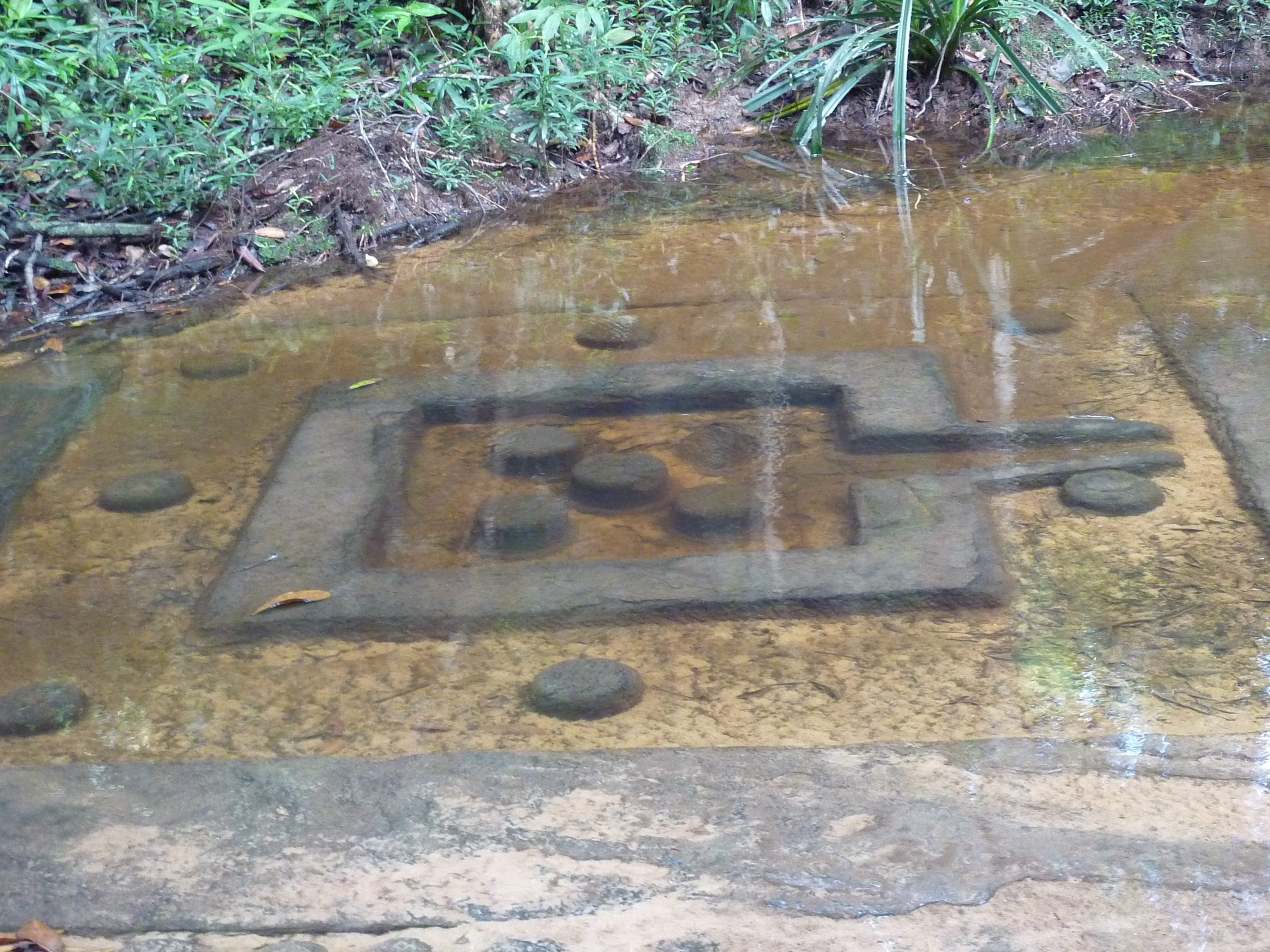
Yoni et cinq linga dans un cours d'eau. Angkor.